# Мохноногий тушканчик
Мохноногий тушканчик, или тушканчик-стрела (лат. Dipus sagitta) — единственный вид из рода мохноногих тушканчиков семейства тушканчиковые.

## Распространение
Мохноногий тушканчик населяет песчаные пустыни и полупустыни юго-востока европейской части России, Казахстана, Средней и Центральной Азии, юг Алтайского края, а также Северный Иран. Обитает среди различного типа песков, от барханных до бугристых, однако избегает массивов голых барханных песков.
К западу от Волги обитает в Терско-Кумских, Нижневолжских и Волго-Донских песках к северу до устья реки Медведица, к югу до реки Терек. В Волго-Уральских — к северу до Урды, а по реке Урал до широты посёлка Индеборский.
В Средней Азии широко распространён по Каракумам и Кызылкумам. Изолированное местонахождение тушканчика известно в Южном Кыргызстане в восточной части Алайской долины возле Иркештама. По долине Иртыша ареал мохноногого тушканчика доходит до 52° с. ш., а восточнее — до ленточных боров Приалтайских степей, Убсунурской котловины в Южной Туве.
У вида сильно выражена географическая изменчивость, которая проявляется в размерах и пропорциях черепа, а также в окраске меха. Зверьки из южной и юго-восточной части ареала имеют более крупные размеры и более яркий окрас, в котором проступают охристые и рыжеватые тона вместо серых, как у зверьков из северной и северо-западной части ареала. Выделяется несколько подвидов, объединённых в группы:
- Группа подвидов «sagitta»:

- Семипалатинский мохноногий тушканчик (Dipus sagitta sagitta Pallas, 1773). Ленточные сосновые боры на правобережье Иртыша в пределах Семипалатинской и Павлодарской областей Казахстана и юга Алтайского края.
- Зайсанский мохноногий тушканчик (Dipus sagitta zaissanensis Selevin, 1934). Пески Зайсанской котловины. За пределами бывшего СССР, вероятно, встречается в Северо-Западном Китае (Джунгарии).
- Гобийский мохноногий тушканчик (Dipus sagitta sowerbyi Thomas, 1908) (syn. D.s. ubsanensis Bannikov, 1947). Южная Тува, Монголия (Убсунурская и Ачитнурская котловины, Центральный Хангай, Долина Больших Озёр, Котловина Гобийских Озёр, Гобийский Алтай, Заалтайская, Средняя и Восточная Гоби), Северный Китай (Алашань и Ордос).

- Группа подвидов «lagopus»:

- Предкавказский мохноногий тушканчик (Dipus sagitta nogai Satunin, 1907). Дагестан, Калмыкия, Астраханская область, левобережье среднего Дона.
- Волго-уральский мохноногий тушканчик (Dipus sagitta innae Ognev, 1930). Песчаные пустыни и полупустыни Волго-Уральского междуречья.
- Южноуральский мохноногий тушканчик (Dipus sagitta austrouralensis Shenbrot, 1991). Песчаные пустыни и полупустыни междуречья Урала и Эмбы.
- Приаральский мохноногий тушканчик (Dipus sagitta lagopus Lichtenstein, 1823). Пески Большие и Малые Барсуки, Приаральские Каракумы, пески нижнего течения Тургая и Сарысу.
- Туранский мохноногий тушканчик (Dipus sagitta turanicus Shenbrot, 1991). Каракумы, Кызылкумы, пески Сундукли, островные песчаные массивы Мангышлака.
- Муюнкумский мохноногий тушканчик (Dipus sagitta megacranius Shenbrot, 1991). Причуйские Муюнкумы.
- Прибалхашский мохноногий тушканчик (Dipus sagitta usuni Shenbrot, 1991). Песчаные массивы Южного Прибалхашья и Илийской котловины.

Кроме указанных выше, принимаются также следующие подвидовые формы, относящиеся к группе «sagitta»:
- Dipus sagitta deasyi Barret-Hamilton, 1900. Юго-Западная Кашгария.
- Dipus sagitta halli Sowerby, 1920. Внутренняя Монголия, Северо-Западный Китай.
- Dipus sagitta aksuensis Wang, 1964. Северная Кашгария.
- Dipus sagitta fuscocanus Wang, 1964. Северо-Восточная Кашгария.
- Dipus sagitta bulganensis Shenbrot, 1991. Монгольская Джунгария[9].

## Внешний вид
Тушканчики средних размеров. Половой диморфизм не выражен. Общий облик типичного тушканчика. Тело короткое. Хвост длинный (в 1,2—1,3 раза длиннее тела), не утолщённый, с хорошо развитым знаменем. Передние конечности короткие, задние — длинные (длина ступни составляет 47—51 % длины тела), трёхпалые. Голова крупная, с выраженным шейным перехватом. Морда укороченная, широкая. Пятачок хорошо выражен. Уши относительно короткие, округлые.
Волосяной покров густой и мягкий. Окраска верха головы и спины, а также щёк и наружных поверхностей бёдер сильно варьирует в зависимости от места обитания: от бледного песчано-жёлтого до тёмной серовато-бурой с выраженной продольной тёмной струйчатостью. Остевые волосы верха головы и спины трёхцветные: основная часть — пепельно-серая (около 70 % длины), затем следует светлый желтовато-бурый или желтовато-охристый поясок (20 % длины), вершина (около 10 % длины волоса) — чёрная или тёмно-бурая. Бока тела и щёки покрыты несколько более светлым и ярким волосом, чем спина. Наружная поверхность бёдер ярче спины. Губы, горло, грудь, брюхо и внутренние поверхности бёдер чисто-белые. Кольца вокруг глаз и пятна за ушками — серовато-белого цвета. Ступня сверху покрыта короткими чисто-белыми волосами, снизу — щёткой из длинных мягких волосков (при этом наружные волосы щётки окрашены в белый цвета, а нижние — в тёмно-бурый или белый). Стержень хвоста сверху и сбоку светло-жёлтого, желтовато-бурого или желтовато-охристого цвета, снизу — чисто-белого цвета. На конце хвоста имеется длинная, двуцветная кисточка (знамя): её основная часть чёрная (у молодых зверьков) или тёмно-бурая (у старых зверьков), а конец чисто-белый.
Диплоидное число хромосом — 48, число плеч аутосом — 90—92. Единственный вид среди тушканчиков, для которого известные как внутрипопуляционный хромосомный полиморфизм, так и межпопуляционная хромосомная изменчивость.

## Образ жизни
Активный и подвижный зверёк. Активность приходится на сумерки и ночь. Максимальная скорость бега — 8,1 м/с, максимальная длина прыжка — 200 см. День проводят в норах. Всего выделяются 4 типа нор мохноногих тушканчиков: защитные, дневочные летние, выводковые, зимовочные. Постоянные норы имеют длину до 5—6 м и глубину до 3 м, с 1—3 запасными выходами.
В северных регионах впадает в зимнюю спячку, а в южных активен в течение всего зимнего периода, за исключением очень суровых зим. К примеру, в Дагестане зимняя спячка длится с конца октября до середины марта.
Относительно генерализованный растительноядный вид. До начала вегетации ранней весной мохноногие тушканчики питаются исключительно прошлогодними семенами, с началом вегетации в рационе преобладают зелёные и подземные части растений. Летом и осенью питаются в основном созревшими семенами и плодами. Также питаются насекомыми и их личинками, но в небольших количествах. Корм собирают в приземном ярусе, хотя также хорошо лазают по веткам кустарников.

## Размножение
Размножение сильно варьирует географически. В зависимости от климатических условий период размножения может длиться от 3 до 8 месяцев. За сезон самка может приносить от одного до трёх выводков. У перезимовавших самок количество помётов 2—3, у прибылых зверьков первого выводка — 1. В выводке от 1 до 8 детёнышей, причем с севера на юг размер выводка увеличивается. Длительность беременности составляет 25—30 дней.